# 伊達木瀧之助
伊達木 瀧之助（だてき たきのすけ、1946年7月20日 - ）は、日本の労働官僚、統計学者。元総務庁統計局統計調査部長、長崎県立大学副学長。

## 経歴
長崎県長崎市出身。長崎県立長崎東高等学校を経て、京都大学理学部数学科卒業後、労働省に入省。後に総務庁に転じ、統計局統計調査部企画課長を経て、1998年統計調査部長。総務庁退官後、2000年に長崎県立大学教授となり、2001年に同大学経済学部経済学科長。2002年には平山祐次学長の指名を受けて副学長に就任した。同大学では統計データの分析を通じて社会経済動向を実証する研究に従事した。教育開発センター長などを歴任し、2012年に退官、名誉教授。2016年に瑞宝小綬章を受章。

## 共著
- 『長崎県経済の諸側面』（長崎県立大学、2008年）

## 論文
- CiNii>伊達木瀧之助